# Buñuel
Buñuel ist eine spanische Gemeinde in der Merindade (etwa Bezirk) Tudela ganz im Süden der Comunidad Foral de Navarra. Sie gehört zur Comarca (etwa Kreis) Ribera Navarra und liegt rechts des Ebros etwa 110 km südlich von Pamplona und 15 km südöstlich von Tudela. Die A-68 (Autovía del Ebro) und die AP-68 (Autopista Vasco-Aragonesa) führen einige Kilometer südwestlich vorbei.

## Geschichte
Erste Siedlungsspuren in der Gegend reichen bis in die Jungsteinzeit zurück und in römischen Zeit führte eine Römerstraße entlang des Ebros. Buñuels Existenz als Siedlung reicht in die Zeit nach der Reconquista unter König Alfons I. von Aragón im 12. Jahrhundert zurück. Der Malteserorden war hier in dieser Zeit tätig. Nach 1252 entstand hier am Ebro Europas erstes künstliches Bewässerungssystem.
Nachdem Navarra nach 1492 Teil des vereinigten spanischen Königreiches wurde, kam es hier zu Auseinandersetzungen zwischen den am Ebro liegenden Gemeinden. Es ging um die Zuteilung des Wassers zur Bewässerung der Felder. Kaiser Karl V. schlichtete den Streit dahingehend, dass ein weiterer Kanal, der Kaiserliche Kanal von Aragón gebaut wurde, dieser sollte die Bewässerung aragonesischer Gebiete sicherstellen.
Die moderne Zeit begann in Buñuel 1861, als vier Kilometer außerhalb der Bahnhof an der Ebrotal-Bahnlinie eröffnet wurde. 1934 wurde ein weiterer Kanal, der Kanal Victoria-Alfonso in Betrieb genommen.
Während des Bürgerkrieges gab es nordwestlich Buñuels einen Feldflugplatz, den neben nationalspanischen Einheiten 1937/38 auch Teile der deutschen Legion Condor nutzten. Hier lag bis Mai 1938 ein Teil der Dornier Do 17 „Bacalao“ der Aufklärungsstaffel 88 (A/88), während der Rest in Tauste 20 km südöstlich lag. Ab Mitte Dezember verlegte die Gruppe zur Unterstützung der nationalspanischen Offensive zur endgültigen Eroberung Kataloniens erneut nach Buñuel. Die Maschinen verlegten Ende Januar 1939 ins eroberte Sabadell.

## Sehenswürdigkeiten

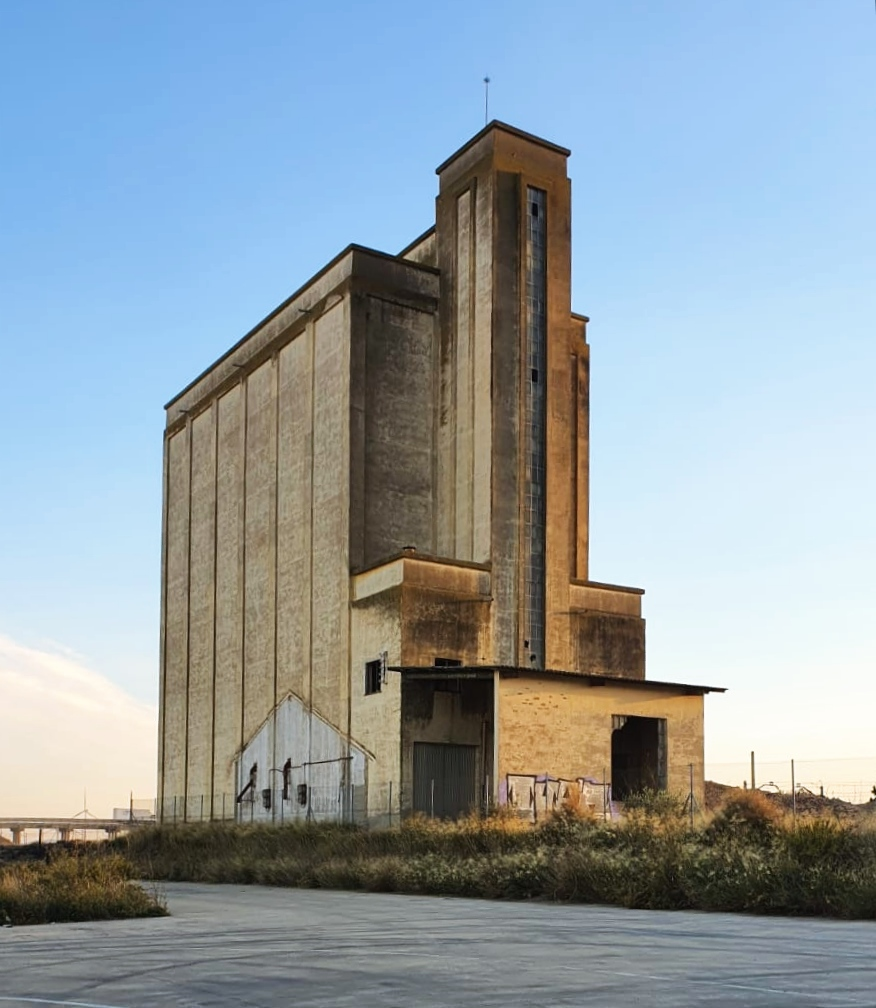
Silo

- Kirche Santa Ana
- Gebäude des alten Hospitals
- Palast der Grafen von Altamira
- weithin sichtbares Getreidesilo